# Edward Villela
Edward Villella (Nueva York, 1 de octubre de 1936) es un bailarín y coreógrafo estadounidense, a menudo citado como "el más celebrado bailarín estadounidense".

## Trayectoria
De ascendencia italiana, a los 10 años se enroló en la escuela del American Ballet, interrumpiendo sus estudios para completar su educación. Fue campeón de béisbol y boxeo. En 1959 se graduó en ciencia marina regresando a la School of American Ballet.
En 1957 se unió al New York City Ballet, donde fue solista desde 1958 y bailarín principal en 1960. Figura emblemática de la obra de George Balanchine fue un famoso Oberon en Sueño de una noche de verano de George Balanchine, en Tarantela, Rubíes del ballet Jewels y el ballet El hijo pródigo.
Fue el primer bailarín estadounidense en aparecer con el Ballet Real Danés y también bailó en el Ballet Bolshoi de Moscú. 
Al retirarse como bailarín fue asesor del ballet de André Eglevsky de 1979—84 y director del Ballet de Oklahoma de 1983—85. Consejero del Ballet de Nueva Jersey desde 1972 y la New Jersey School of Ballet.
En 1986 fundó el Miami City Ballet con sede en Miami Beach donde se desempeña como director general.
En 1997, recibió el Premio Kennedy y la Medalla de las Artes de manos del presidente Bill Clinton.

## Vida privada
Villella y su esposa Linda Carbonetto, tienen tres hijos: Roddy, Lauren y Crista. Vive en Miami Beach.

## Biografía
- Prodigal Son: Dancing for Balanchine in a World of Pain and Magic, Edward Villella, Larry Kaplan, ISBN 978-0-671-72370-5